# ليسوريد
ليسوريد (بالإنجليزية: Lisuride)‏ هو دواءٌ يُباع تحت الاسم التجاري «دوبرجين» (بالإنجليزية: Dopergin)‏، وهو دواءٌ أحادي الأمين من فئة الإرغولين الذي يُستخدم في علاج مرض باركنسون، والصداع النصفي، وفرط برولاكتين الدم. يؤخذ هذا الدواء فمويًّا. تشمل الآثار الجانبية لليسوريد: الغثيان وانخفاض ضغط الدم، بالإضافة لأعراض أخرى.
تشمل التأثيرات الجانبية لليسوريد الغثيان وانخفاض ضغط الدم وغيرها. يُعد الدواء مناهضًا لمستقبلات الدوبامين والسيروتونين والأدرينالين وناهضًا لها في ذات الوقت، ويُعتقد أن تنشيط مستقبلات دوبامينية محددة يكمن خلف فعاليته في علاج داء باركنسون وقدرته على خفض مستويات البرولاكتين، بينما يفسر تفاعله مع مستقبلات السيروتونين فعاليته في علاج الصداع النصفي.

## الاستخدامات السريرية
يُستخدم الليسوريد في خفض مستويات البرولاكتين، ويمكن إعطاؤه بجرعات منخفضة للوقاية من نوبات الصداع النصفي. حظي استخدام الدواء في العلاج البدئي لداء باركنسون بالتأييد لأنه يؤخر اللجوء لليفودوبا حتى تزول فعالية الليسوريد في ضبط الأعراض الباركنسونية. لا توجد أدلة كافية لدعم استخدام الدواء في علاج المراحل المتقدمة من داء باركنسون بدلًا من الليفودوبا والبروموكريبتين.

## التأثيرات الجانبية
تشمل التأثيرات الجانبية لليسوريد الغثيان وانخفاض ضغط الدم وغيرها.

## علم الأدوية

### الديناميكية الدوائية
يمثل الليسوريد ربيطةً للمستقبلات الدوبامينة والسيروتونينة والأدرينالينية والهستامينية من نمط H1. يملك الدواء ألفةً بمقاييس تحت نانو مولارية لمستقبلات الدوبامين D2 وD3 ومستقبلات السيروتونين 5-HT1A و5-HT1D ومستقبلات الأدرينالين α2A- وα2B- وα2C-، وألفةً نانومولاريةً منخفضةً لمستقبلات الدوبامين D1 وD4 وD5 ومستقبلات السيروتونين 5-HT2A و5-HT2B و5-HT2C ومستقبلات الأدرينالين α1A- وα1B- و α1D-ومستقبلات الهستامين H1.
يُعد الليسوريد ناهضًا جزئيًا للمستقبلات D2 وD3 وD4 و5-HT2A و5-HT2C وH1، وناهضًا تامًا أو شبه تام لمستقبلات 5-HT1A و5-HT1B و5-HT1D، ومناهضًا صامتًا لمستقبلات 5-HT2B ومستقبلات الأدرينالين α1A- و α2A- α2B- و α2C-. يوصف ليسوريد «بالدواء المخادع» بسبب فعاليته الدوائية غير الانتقائية المرتفعة. يُعتقد أن فعاليته في داء باركنسون وفرط برولاكتين الدم تنجم عن تنشيط مستقبلات الدوبامين D2.
يملك ليسوريد خصائص ارتباط تشابه مركب «إرغولين أميد حمض الليسرجيك» المدروس جيدًا والمشابه له في التركيب الكيميائي (N-N-ثنائي إيثيل ليسرجيك أميد)، ويعمل ناهضًا جزئيًا لمستقبلات السيروتونين HT2A أيضًا، لكنه يفتقر للفعالية المخلة بالنفس التي يمتاز بها المركب الأخير. تقترح الأبحاث أن فقدان المركب لهذه الميزة نجم عن المناهضة المنحازة لمستقبل 5-HT2A. إن تنبيه معزز المستقبل الأخير في معقد المستقبل «5-HT2A-مستقبل الغلوتامات التحولي» يحفز تأثيرات مخلة بالنفس، بينما لا يحصل هذا مع التحريض المعزول لمستقبلات 5-HT2A أحادية القسيمات، وتشترك العديد من بروتينات الغوانين الرابطة للنيوكليوتيدات بهذه العملية.
يسلك ليسوريد سلوك ناهضات مستقبلات 5-HT2A أحادية القسيمات، وقد يُعد محفزًا مناهضًا لمتغاير القسيمات «5-HT2A-مستقبل الغلوتامات التحولي» لأنه يناهض تأثيرات «N-N-ثنائي إيثيل ليسرجيك أميد» تنافسيًا. يمثل مستقبل بروتين غوانين المزدوج قليل القسيمات كيانًا منفصلًا يبدي عادةً خصائص مختلفةً عن المستقبلات أحادية القسيمات الأصلية.
يثبط ليسوريد البرولاكتين اعتمادًا على الجرعة بسب فعاليته الدوبامينية، ولا يحمل خطر حدوث اعتلال الصمامات القلبية كونه مناهضًا لمستقبلات HT2B على عكس الإرغولينات المتعلقة به مثل البيرغوليد والكابرجولين.

### الحرائك الدوائية
يمتص السبيل الهضمي دواء ليسوريد بعد الإعطاء الفموي امتصاصًا كاملًا، لكن لا يتجاوز توافره الحيوي 10-20% بسبب استقلابه الشديد في سبيل المرور الأولي. يرتبط المركب مع بروتينات بلازما الدم بنسبة 60-70%، ويبلغ ذروة مستوياته بعد 60-80 دقيقة من الابتلاع، لكن هذا يختلف بشدة بين الأفراد. يبلغ عمر الإطراح النصفي ساعتين تقريبًا، وهو أقصر من العمر النصفي لإطراح بقية الناهضات الدوبامينية. يملك ليسوريد ما يزيد عن 15 مستقلبًا معروفًا.

## علم الكيمياء
يُعرف ليسوريد بأنه قاعدة حُرَّة وملح ماليات الهيدروجين.